# 하드 킬
《하드 킬》(영어: Hard Kill)은 미국에서 제작된 맷 에스칸다리 감독의 2020년 액션 스릴러 영화이다. 제시 멧캐프, 브루스 윌리스 등이 출연하였다.
버티컬 엔터테인먼트에 의해 2020년 8월 21일 개봉하였다.

## 출연
- 제시 멧캐프
- 브루스 윌리스
- 내털리 이바 마리
- 텍사스 배틀